# NGC 5117
NGC 5117 је спирална галаксија у сазвежђу Ловачки пси која се налази на NGC листи објеката дубоког неба.
Деклинација објекта је + 28° 18' 56" а ректасцензија 13h 22m 56,4s. Привидна величина (магнитуда) објекта NGC 5117 износи 13,5 а фотографска магнитуда 14,2. Налази се на удаљености од 38,3000 милиона парсека од Сунца. NGC 5117 је још познат и под ознакама UGC 8411, MCG 5-32-10, CGCG 161-37, PGC 46746.